# القلاح (جبل)
جبل القلاح (بضم القاف وتشديد اللام وفتحها ثم ألف، فحاء مهملة) هو جبل عال يصل ارتفاعه إلى 2347 متر فوق سطح البحر، ويقع في السراة في ديار قبيلة بلقرن في محافظة بلقرن في منطقة عسير في المملكة العربية السعودية غربي قرية الشوقان. بُني في قمته محطة تقوية إرسال تلفازي وأخرى للاتصالات. تكسو النباتات والأشجار الجبل بكثرة ومن أشجاره العرعر والنبش.